# Día de Extremadura
El Día de Extremadura se celebra el 8 de septiembre y es la festividad oficial de la comunidad autónoma de Extremadura (España). A todos los efectos es una jornada festiva en todo el territorio extremeño según la Ley 4/1985, de 3 de junio, del Escudo, Himno y Día de Extremadura.

## Historia
El primer Día de Extremadura se celebró en 1985 y los actos principales tuvieron lugar en la localidad de Guadalupe, donde se ubica el Real Monasterio de Santa María de Guadalupe, que es uno de los símbolos de la identidad extremeña, por ser el santuario de la Virgen de Guadalupe, cuya coronación canónica como Reina de la Hispanidad y Excelsa Patrona de Extremadura, fue una de las primeras manifestaciones de exaltación regionalista el 20 de marzo de 1907 y por las implicaciones históricas y culturales que a través de Guadalupe unen al pueblo extremeño con Iberoamérica.
A partir de 1987 se celebra en la localidad cacereña de Trujillo, donde llegaron a reunirse unas 100 000 personas cada año para participar en los actos culturales, folclóricos, deportivos y políticos.
En 1993 dejan de celebrarse los actos multitudinarios en Trujillo.

### Celebración actual
El 8 de septiembre tienen lugar actos de carácter religioso y festivo, con motivo del patronazgo regional de la Virgen de Guadalupe, en la localidad del mismo nombre. Cada ayuntamiento organiza actos institucionales, culturales y deportivos en su municipio para conmemorar la fiesta regional.

## Propuestas de fechas alternativas
Distintos partidos , asociaciones y personalidades como el escritor Víctor Chamorro o el historiador Francisco Espinosa Maestre se han mostrado disconformes con la elección del 8 de septiembre como Día de Extremadura, y han propuesto como alternativa que el día de la comunidad autónoma se celebre el 25 de marzo, día de la rebelión campesina llevada a cabo en 1936.